# Frederic Cowen
Sir Frederic Hymen Cowen (Kingston (Jamaica), 29 januari 1852 - Londen, 6 oktober 1935) was een Brits componist, pianist en dirigent.
Op vierjarige leeftijd vertrok Cowen naar Engeland; al op zijn zesde componeerde hij zijn eerste wals; twee later volgde zijn eerste operette met een libretto van zijn zuster. Op die leeftijd kreeg hij voor het eerst lessen bij John Goss en Julius Benedict, die op zich beiden waren opgeleid door directe leerlingen van Mozart, respectievelijk Thomas Attwood en Johann Hummel. Vrij vlot daarna in 1883 volgde dan al zijn eerste optreden als pianist met onder meer het Pianoconcert in D-mineur van Mendelssohn. Zijn vader kon die concerten voor hem regelen als secretaris van een invloedrijk man Earl of Dudley (Dudley House). In 1865 (hij was toen 13) trad Cowen op met Joseph Joachim en Alexander Pezza in zijn eigen pianotrio.
Om zich verder te kunnen ontwikkelen in de muziek vertrok Cowen (met ouders) naar Leipzig, alwaar het verdere lessen kreeg van onder meer Carl Reinecke (compositie) en Hans Richter (dirigeren). Tijdens een oorlog moest de familie tijdelijk terug naar Engeland, maar Cowen vertrok alweer snel, dit keer naar Berlijn (les van Friedrich Kiel). Tegelijk onderhield hij zijn carrière als pianist, maar ook als componist. In 1869 volden premières van zijn Symfonie nr. 1 en zijn Pianoconcert.
Hij stevende af op een professionele muziekcarrière, werd begeleider van een operagezelschap en later muzikant in het orkest van Her Majesty’s Theatre onder leiding van Sir Michael Costa. In 1876 volgde dan de uitvoering van zijn eerste opera (Pauline). Die had zoveel succes dat hij opdrachten begon te ontvangen voor meerdere composities. Hij brak door met zijn 3e symfonie. Daarna ging het snel met zijn carrière, in 1888 werd hij vaste dirigent van het Londen Philharmonic Society ; week even uit naar Melbourne, Australië voor lucratieve concertreeks (5000 Engelse ponden destijds) en werd toen hij weer terugkwam dirigent van het Hallé Orchestra in Manchester als vaste vervanger en reservist voor Hans Richter. Daarna volgden nog het Liverpool Philharmonisch Orkest; het Schots Orkest in Glasgow en diverse gastdirigentschappen op festivals.
Hij werd geridderd in 1891 en verkreeg eredoctoraten aan de universiteiten van Cambridge en die van Edinburgh.
Zijn muziek is erg beïnvloed door zijn opleiding. Het kwam erop neer dat hij eigenlijk een muziekperiode te laat was geboren. Terwijl rond de eeuwwisseling van 1890 de muziek in Europa volop in ontwikkeling was met in Engeland Edward Elgar en later Ralph Vaughan Williams; in Europa Claude Debussy en Igor Stravinsky, bleef Cowen vasthouden aan zijn eigen stijl. Dit heeft er mede toe geleid dat hij vrij onbekend is gebleven. Dat heeft dan weer tot gevolg gehad, dat een aantal van zijn werken verloren is gegaan.        

## Composities
- (1865): Pianotrio
- (1866): Strijkkwartet;
- (1870): Symfonie nr. 1; ontving een aantal succesvolle uitvoeringen maar is verloren gegaan;
- (1870): Pianoconcert
- (1873): Symfonie nr. 2; zie Symfonie nr. 1
- (1876): Pauline (opera);
- (1878): The Deluge (oratorium);
- (1880): Symfonie nr. 3; De Scandinavische;
- (1884): Symfonie nr. 4; De Cambrian;
- (1887): St Ursula (oratorium);
- (1887): Ruth (oratorium);
- (1887): Symfonie nr. 5; (ook wel The Cambridge genoemd)
- (1893): Thorgrim (opera);
- (1893): Signa (opera);
- (1895): Harald (opera);
- (1897): Jubileum-ode;
- (1898): Symfonie nr. 6; de Idyllische;
- (1903): Indiase Rapsodie
- (1920): Kroningsode;
- The Veil (oratorium);
- The Corsair (cantate)
- The Sleeping Beauty (cantate);
- St John’s Eve (cantate)
- Ode to the Passions (cantate)
- John Cilpin (cantate)
- The Water-Lily (cantate);
- Vier concertouvertures waaronder The Butterfly’s Ball (1901);
- Sinfonietta;

en andere kamermuziek; zo’n 300 liederen en muziek voor toneel etc.
- Australian Dictionary of Biography: cowen-sir-frederic-hymen-3272
- Biblioteca Nacional de España: XX1672829
- Bibliothèque nationale de France: cb148031948 (data)
- Gemeinsame Normdatei: 116706066
- International Standard Name Identifier: 0000 0000 8349 4739
- Library of Congress Control Number: n82132710
- Nationale Bibliotheek van Letland: 000180973
- MusicBrainz: 84afc1f8-0f8f-4121-b10c-f0e38180d2df
- Nationale Bibliotheek van Tsjechië: mzk2010593789
- Nationale Bibliotheek van Israël: 987007283655105171
- Nederlandse Thesaurus van Auteursnamen: 217407633
- LIBRIS: 281260
- SNAC: w6sx6r13
- Trove: 1150975
- Virtual International Authority File: 275974
- WorldCat: E39PBJqVRr4c7V4m4MjDG8MHG3